# ジャガー・マークIV
ジャガー・マークIV（Jaguar MarkIV）はイギリスの自動車メーカーSSカーズが1935年から第二次世界大戦を挿み1948年まで生産していた4ドアサルーンである。
1939年にSSカーズが過去最高の生産実績を上げることに貢献したが、1939年9月3日の第二次世界大戦勃発により在庫パーツによる生産へ移行し、1940年夏には軍需産業への移行を余儀なくされ、一度生産中止となった。
戦後はピクニックテーブルを廃し、ブランドをSSジャガーから単なるジャガーに変更して2½サルーンと3½サルーンが再発売された。

## 2½サルーン

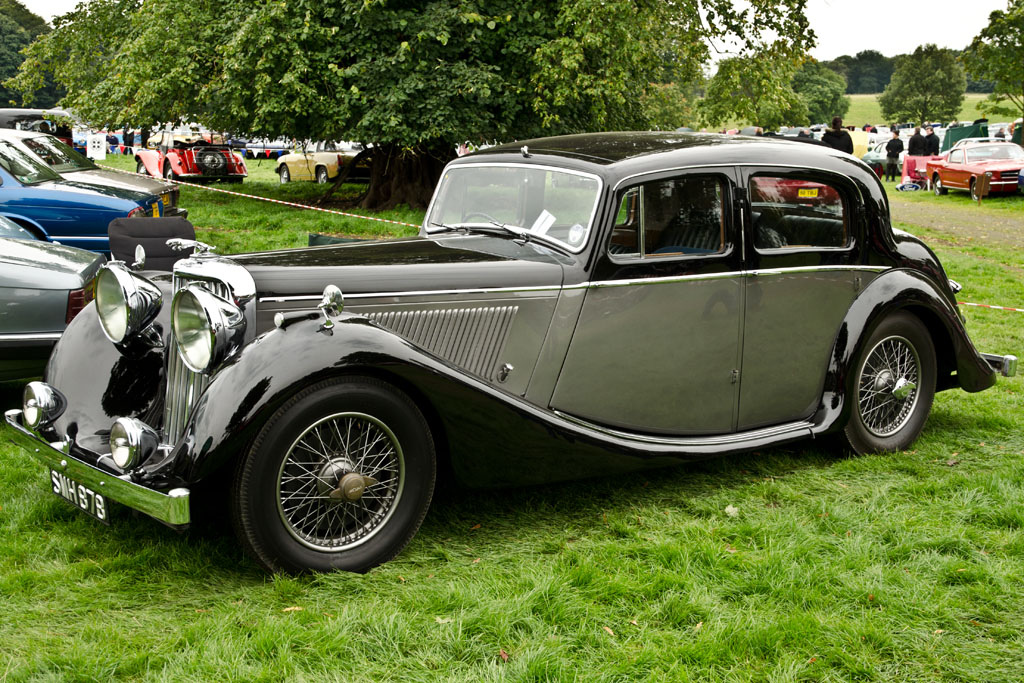
ジャガーマークIV2½サルーン

SS1の後継車として、1935年9月のロンドンモーターショーで発表された。
エンジンはスタンダード製内径φ73.0mm×行程106.0mm、直列6気筒2,664ccで、ハリー・ウェスレイクによりOHV化され、圧縮比6.4、SU製1¼ツインキャブレターにより燃料供給され、SSカーズの製品として初めて100hpを超える102hp/4,600rpmを発揮し、最高速度は138km/hであった。
トランスミッションは4MT。
ステアリングはウォーム・アンド・ナット。ブレーキは前後ともドラム式。
シャシはスタンダード製。サスペンションは前後とも半楕円リーフ式。
ボディはホイールベース3,020mm、全長4,520mm、全幅1,700mm、全高1,470mmで、SS1よりも背が高い。
車両重量は1,537kg。
後継車はジャガー・マークV。

## 1½サルーン

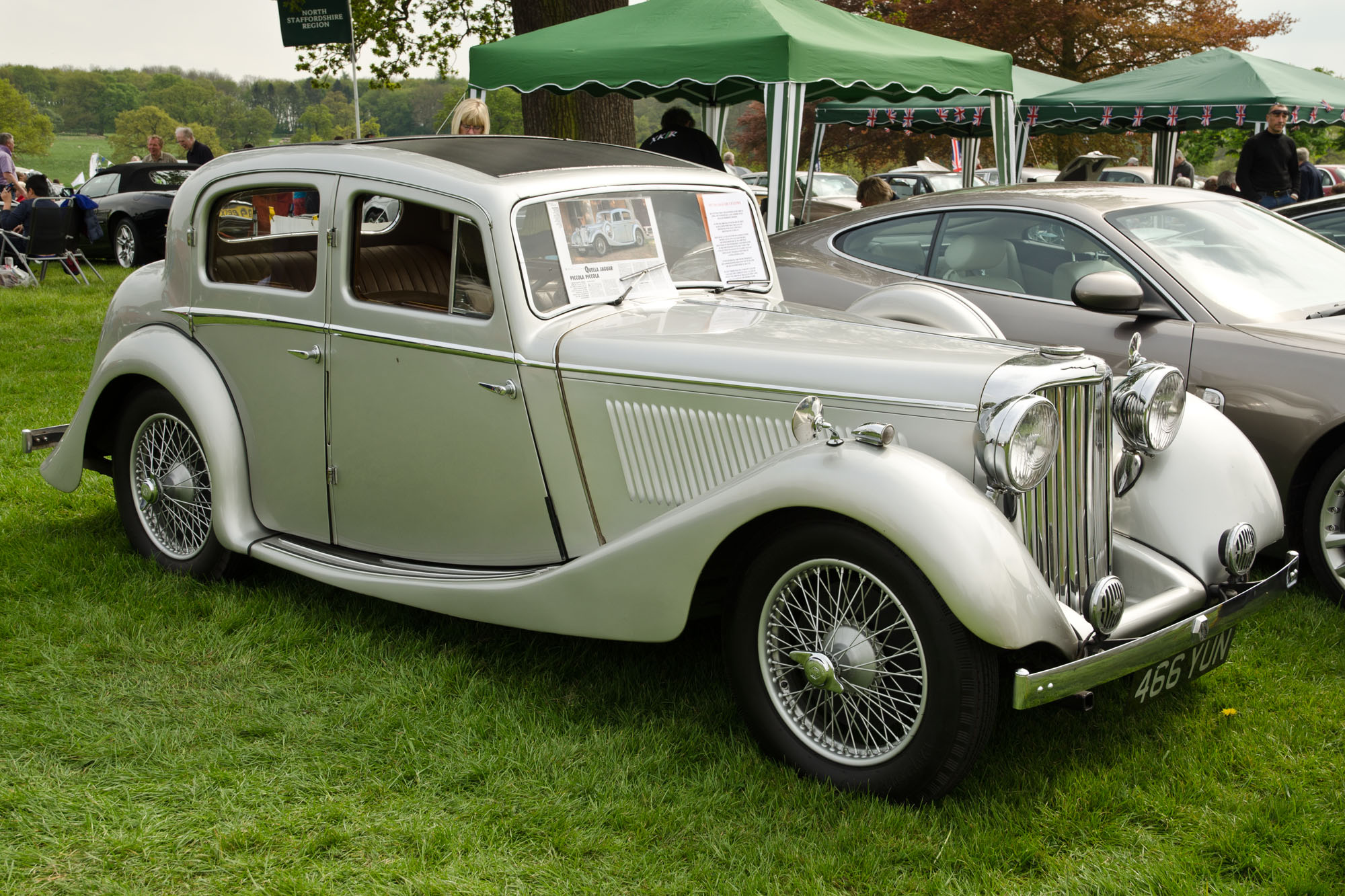
SSジャガーマークIV1½サルーン

SS2の後継車として、2½サルーンと同時に登場した。
エンジンはSS2用と同じスタンダード製4気筒1,608ccでサイドバルブのままであるが、出力は52hpに向上され、最高速度も112km/hとなった。
ボディはホイールベース2,860mm、全長4,390mm、全幅1,660mm、全高1,520mmで、2½サルーンよりやや小型ではあるが、非常に高い格調と風格を備えていた。
出力不足が言われたが1939年には65hp/4,500rpmのOHV1,776ccエンジンを採用した。
戦後はエンジンが供給されず、再発売されなかった。
後継車は、強いて言えば小型ジャガーという意味で1955年発売のジャガー・Mk1 2.4である。

## 3½サルーン

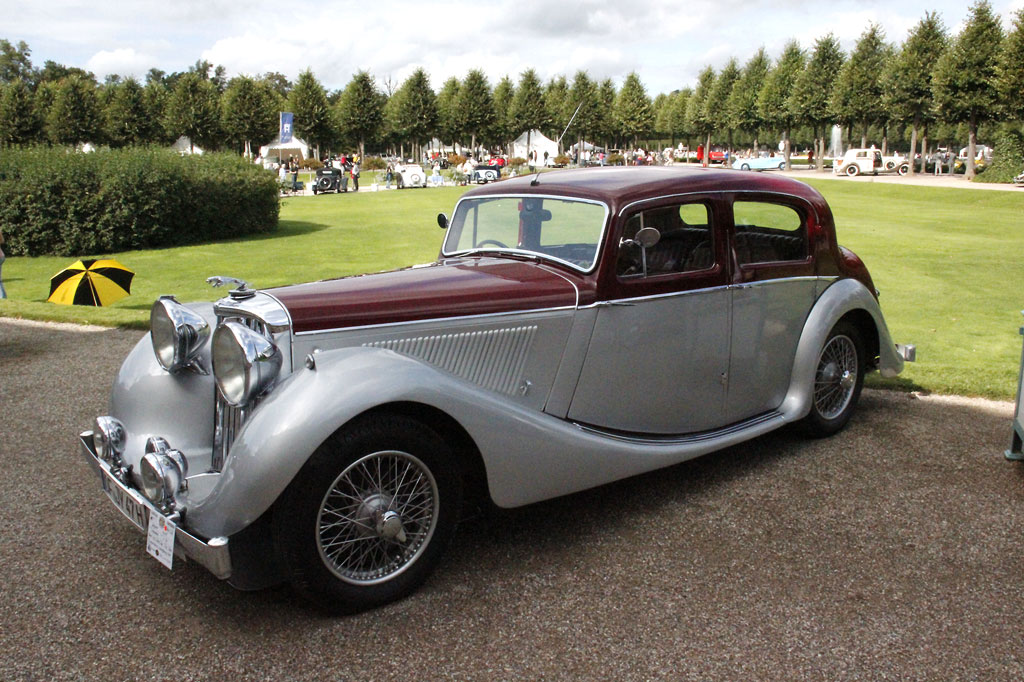
ジャガーマークIV3½サルーン

1938年に発売された。エンジンはスタンダード製で、ボアφ82.0mm×ストローク110.0mmの直列6気筒OHVで3,485cc、圧縮比7.2、SU製1¼ツインキャブレターにより燃料供給され125hp/4,250rpmまたは125hp/4,500rpm。
ボディはホイールベース3,020mm、全長4,520mm、全幅1,700mm、全高1,470mm。車両重量1,537kg。
トランスミッションは4MT。
ステアリングはウォーム・アンド・ナット。ブレーキは前後ともドラム式。
現在日本においては法政大学体育会自動車部が1947年式の同車種を保存しており、同学の六大学野球優勝パレードにおいて先導車を務めている。